# Фейгель, Иосиф Исаакович
Иосиф Исаакович Фейгель (1899—1977) — советский гинеколог, профессор (1931).

## Биография
В рядах РККА (1919–1921). Окончил медицинский факультет МГУ (1923). Ординатор, ассистент акушерско-гинекологической клиники МГУ (1923–1926). Ассистент, доцент в Ленинградском институте акушерства и гинекологии (1926–1931).
В 1931–1941 и в 1945–1951 годах — заведующий кафедрой акушерства и гинекологии 2-го ММИ. Во время войны в 1941–1945 годах главный гинеколог Западного и 3-го Белорусского фронтов. В 1951–1955 заведующий гинекологическим отделением Института акушерства и гинекологии Минздрава СССР. Арестовывался в рамках «дела врачей». В 1955–1959 годах заведовал организованной им кафедрой акушерства и гинекологии Калининского медицинского института.

## Научная деятельность
Основные научные труды посвящены вопросу мертворождаемости (демографические, социальные и клинические аспекты); обеспечения нормального течения беременности, родов и послеродового периода; диагностики гонореи у женщин; гигиенического режима во время беременности и после родов; геморрагическим метропатиям; хирургическим вмешательствам при различных гинекологических и урологических заболеваниях.

## Публикации[1]
- Мертворождаемость  (опыт исследования влияния социально-бытовых и клинических факторов на высоту мертворождаемости). М.—Л.: Госмедиздат, 1929.
- К вопросу о возникновении типических разрывов промежности и продольных спонтанных разрывов шейки матки во время родов. М., 1930.
- Кариологические исследования овогенеза у человека. М.: Госмедиздат, 1935.
- Анатомо-физиологоческие особенности нормального послеродового периода. Его гигиена и диэтетика. М.: Биомедгиз, 1937.
- Диагностика женской гонорреи реакцией на гонококковый антиген. М.–Л.: Медгиз, 1941.
- Здоровье женщины и материнство. М.: Знание, 1960.